# Plaga grisa
La plaga grisa és un tema o entorn de ciència-ficció que correspon a un futur al qual màquines, robots o replicants s'autorrepliquen ràpidament fins a consumir tots els recursos naturals i tota matèria viva de la Terra. Es pot considerar un tipus de fi del món fictici, i, en casos pitjors, fins i tot pot abastar tot l'Univers, que es convertiria en una massa informe i desordenada de màquines que es reprodueixen sense control com un virus, una planta o un bacteri, forçosament de color gris. El començament d'aquest final sol proposar-se també per analogia amb la biologia, i correspondria a una mutació d'algun tipus que provoca que les màquines s'estenguin exponencial i descontroladament produint el consum total de la vida existent en aquest procés, de vegades anomenat ecofàgia.
El terme en anglès, grey goo, va ser escrit per primera vegada el 1986 al llibre Engines of Creation, d'Eric Drexler.